# Печерна саламандра Амброзі
Печерна саламандра Амброзі (Speleomantes ambrosii) — вид земноводних з роду Speleomantes родини Безлегеневі саламандри. Отримала назву на честь італійського вченого Аугусто Чезаре Амброзі.

## Опис
Загальна довжина досягає 11,6—12,3 см. Спостерігається статевий диморфізм: самиці більші за самців. Голова овальної форми, масивна. Очі трошки опуклі. Самці мають ментальні залози. Тулуб кремезний, довгий з 13 реберними борозенками. Кінцівки середнього розміру з розвиненими пальцями. При цьому задні довші за передні. також задні лапи мають 5 пальців, а передні — 4. Хвіст дещо менше за тулуб, він звужується на кінці.
Забарвлення світло—коричневе або чорне з перевернутою «V» або «X» на шиї. Черево й боки можуть бути червоними, жовтими, сірими або зеленими з металевим блиском.

## Спосіб життя
Полюбляє різні печери, тріщини у землі, часто трапляється у лісовій підстилці. Зустрічається на висоті до 2432 м над рівнем моря. Живиться хижими безхребетними.
Статева зрілість настає у віці 3—4 років. Не залежить від наявності джерел води для розмноження. Самиця відкладає у землю або в опале листя від 6 до 14 яєць діаметром 5—6 мм. З часом яйце збільшується, в ньому відбувається прямий розвиток амфібії. Молоді саламандри з'являються за 10—12 місяців.
Тривалість життя 17 років.

## Поширення
Мешкає у південно-східній Франції (департаменти Альпи Верхнього Провансу, Приморські Альпи) та північно-західної Італії (провінції Лігурія, Парма, Кунео, Савона, Генуя, Алессандрія, Павія).